# Chao
Chao zijn blauwe wezentjes die voorkomen in de Sonic the Hedgehog-serie.

## Karakteromschrijving
Een Chao is een blauw wezentje met een geel cirkeltje op zijn hoofd. Chao's zijn bevriend met Sonic en zijn vrienden. Ze zijn erg aardig en kunnen niets anders zeggen dan hun eigen naam. Ze maakten hun debuut in Sonic Adventure en waren daarna nog in vele games terug te zien. In Sonic Adventure 2 maakte Tails een eigen robot voor hen: Chao Walker. Er zijn veel verschillende Chao's: zoals Dark Chao. Een Chao die soms slecht is maar soms ook goed, Hero Chao, een witte Chao, en Omochao, een robotachtige Chao die allemaal tips geeft. De bekendste Chao is Cheese, de Chao van Cream the Rabbit. De Chao's hadden ook een missie: ze moesten het watermonster Chaos verslaan. Er zijn ook Chao's in verschillende kleuren, waaronder geel, groen en roze. In Mario & Sonic op de Olympische Spelen en Mario & Sonic op de Olympische Winterspelen zijn ze supporters.